# Tribalizmus
A latin eredetű tribe (törzs, néptörzs) és tribalism (törzsi rendszer, törzsiség) szavaknak az angolszász politológiai irodalomban és publicisztikában meghonosodott jelentése szerint tribalizmusként, újtörzsiségként jellemezhetők mindazok a modernposztmodern törekvések, amelyek a modern politikai közösségeket (a nemzetet, a pártot, az osztályt) természeti, biológiai (biopolitikai), etnikai, faji, esetleg nemi alapon próbálják megosztani és újradefiniálni. A tribalizmus fogalmával tiszta formájában a törzsi társadalmakban megfigyelhető altruizmust jelölhetjük meg, amikor hosszú ideig egymás környezetében, egymással szoros és sűrű interakcióban élő emberek között alakulnak ki egymás segítését előíró, megvalósító cselekvési mintázatok.
A tribalizmus  az alkotmányjogban használatos értelemben  azt a helyzetet írja le, amikor valamilyen nemzetközileg elismert (értsd: de facto és de jure szuverén) állam politikai burkában továbbélnek az archaikus törzsi-nemzetségi osztottságok és ellentétek, intézmények és szervezetek, amikor az állam területén élő törzsek öltöznek politikai pártok színeibe, szerzik meg és osztják föl övéik  saját törzsük tagjai  közt a hatalmat. A tribalizmus első körben tehát nem más, mint az etnikai csoportok közötti ellenségeskedést felszító, etnosoviniszta politika, amely arra irányul, hogy kedvezményeket és előjogokat biztosítsanak az egyik etnikai csoportnak (és e csoport egyes képviselőinek), míg más etnikai csoportokat diszkrimináljanak, háttérbe szorítsanak, kisemmizzenek, ami folytonos belső feszültség, törzsi viszályok és mészárlások, népirtások táptalaja.
A fogalom, mint ahogy arra a szó francia, illetve angol jelentése utal (tribalism = törzsi rendszer), a törzsi közösségek és kötődések továbbélésére, annak társadalmi jelenségeire utal. A gyarmatosítás során a gyarmatosítók gyakran mesterségesen húztak meg határvonalakat, amelyek arra kényszerítettek sok törzset, hogy - miközben az övéik egy másik államban rekedtek - egy olyan új államban éljenek, amely nemzeti öntudat nélkül alakult nemzetté. Ezekben az államokban legtöbbször etnikai konfliktusok dúltak. Persze a gyarmatosítóknak érdekük volt az összeszokott, régóta együtt élő, erős kötelékkel bíró népcsoportok szétválasztása, és kisebb, kevésbé erős közösségek formálása, hogy könnyebben alkalmazhassák a "Divide et impera", azaz az "Oszd meg, és uralkodj" politikáját.
Szláv értelmezésben a tribalizmus a rokonság és a komaság. Ukrajnában például Juscsenko alatt nyilvánult meg különösen erőteljesen. De a korrupciós gonoszság válfajaként a cári Oroszországban a legrégebbi időktől kezdve ismert.